# Kurkowe Bractwo Strzeleckie w Krotoszynie
Kurkowe Bractwo Strzeleckie w Krotoszynie (dawniej Bractwo Strzeleckie miasta Krotoszyna, Giełda Strzelecka w Krotoszynie, Cech Strzelecki w Krotoszynie, Towarzystwo Strzeleckie w Krotoszynie) – krotoszyńska organizacja kurkowa, istniejąca od 1667 r., początkowo funkcjonująca jako paramilitarna organizacja cechowa, dzisiaj prowadząca przede wszystkim działalność o charakterze społecznym, sportowym, patriotycznym i charytatywnym, co roku organizująca konkurs na króla kurkowego.

## W I Rzeczypospolitej
Bractwo strzeleckie w Krotoszynie powstało dzięki dziedziczce Katarzynie Rozdrażewskiej, która przed 1667 r. wystawiła dokument, zatwierdzony przez króla Jana Kazimierza 19 lutego 1667 r. Od tego dnia liczony jest wiek krotoszyńskiego bractwa. Dokument ten został potwierdzony 25 stycznia 1673 r. przez króla Michała Korybuta Wiśniowieckiego, a potem przez kasztelana kaliskiego, dziedzica krotoszyńskiego Franciszka Zygmunta Gałeckiego – 16 stycznia 1695 r. i Michała Turobojskiego, deputowanego dziedzica krotoszyńskiego Józefa Potockiego – 13 lutego 1728 r. Kolejnych zatwierdzeń dokonali: w 1802 r. król pruski Fryderyk Wilhelm III i w 1841 r. – jego następca Fryderyk Wilhelm IV.
Do 1769 r. bracia sami wybierali miejsce do strzelań, a w 1769 r. ukończono budowę strzelnicy przy ul. Ostrowskiej w Krotoszynie. Kurkowe Bractwo Strzeleckie w Krotoszynie jest najstarszą organizacją strzelecką na ziemi krotoszyńskiej.

## W okresie zaborów
Drugi rozbiór Polski spowodował włączenie ziemi krotoszyńskiej w skład Królestwa Prus w 1793 r. Krotoszynianie zrzeszeni w bractwie strzeleckim brali udział w działaniach niepodległościowych i powstaniach narodowowyzwoleńczych. Jednak do I połowy XIX w. większość braci stanowili Polacy. W 1841 r. wydano „Ustawy Bractwa strzeleckiego w Mieście Krotoszynie”. W 1842 r. bractwo wzięło kredyt i wybudowało strzelnicę przy ul Rawickiej, która była nazywana odtąd „Laskiem brzozowym” (od drzew, które rosły na wałach). W wyniku konfliktów narodowościowych Niemcy przejęli bractwo w połowie XIX w. Dopiero pod koniec XIX w. polscy rzemieślnicy i kupcy zdobyli większość w bractwie, a w 1909 r. utworzono konkurencyjną Niemiecką Gildię Strzelecką, którą wspomagał finansowo magistrat.
Pełną swobodę bractwo uzyskało dopiero po odzyskaniu przez Polskę niepodległości. W tym okresie liczba członków wahała się od 90 do 100. W 1909 r. uchwalono nowy statut zmieniający prawa z 1841 r. Prawdopodobnie z powodu I wojny światowej i powstania wielkopolskiego działalność bractwa była mocno okrojona. W 1920 r. bractwu nakazano zmienić niemiecki statut, co udało się dopiero w 1922 r. Wówczas organizacja liczyła 136 członków. Kurkowe Bractwo Strzeleckie wstąpiło do Zjednoczenia Kurkowych Bractw Strzeleckich RP i należało do Okręgu Ostrowskiego.

## W okresie międzywojennym i Polski Ludowej
Działacze Kurkowego Bractwa Strzeleckiego w okresie międzywojennym uczestniczyli nie tylko w różnych uroczystościach na terenie miasta, ale także powiatu Okręgu Ostrowskiego i w Wielkopolsce. Przełom lat 20. i 30. XX w. jest nam mniej znany. W 1933 r. organizacja liczyła 92 członków. W latach 30. bracia wybudowali nową siedzibę przy ul. Świętokrzyskiej (dziś ul. Bractwa Kurkowego 1), którą otwarto w 1938 r. W 1937 r. bractwo liczyło 56 członków. W organizacji działało wielu lekarzy, rzemieślników, restauratorów, kupców, czy piekarzy. Wśród nazwisk można odnaleźć również wielu działaczy patriotycznych, czy powstańców wielkopolskich. Działalność organizacji przerwał wybuch II wojny światowej. Po wojnie bractwo zostało reaktywowane 15 sierpnia 1946 r. i jeszcze wtedy spotkało się to z aprobatą ówczesnych władz. W 1947 r. organizacja otrzymała nowy sztandar nawiązujący do 280-letniej tradycji.
Bractwo, jak wszystkie w Polsce, zostało zlikwidowane na początku lat 50. XX w. Procedura likwidacyjna KBS-ów w powiecie krotoszyńskim rozpoczęła się 11 lipca 1951 r. Likwidowano wówczas bractwa w Kobylinie, Krotoszynie, Koźminie, Pogorzeli (dziś pow. gostyński), Sulmierzycach, Dobrzycy (dziś pow. pleszewski), Rozdrażewie, Korytnicy (dziś pow. ostrowski) oraz w Roszkach. Procedura likwidacyjna skończyła się 9 listopada 1955 r.

## Współczesność
Zainteresowanie Kurkowym Bractwem Strzeleckim w Krotoszynie narastało z początkiem lat 90. XX w. 22 stycznia 1994 r. powstała grupa inicjatywna, która opracowała statut i wystąpiła z wnioskiem o powstanie organizacji do Sądu Wojewódzkiego w Kaliszu, a ten zatwierdził organizację decyzją z dnia 28 marca. W 1995 r. bractwo odzyskało dawną strzelnicę przy ul. Bractwa Kurkowego 1 oraz otrzymało sztandar. Grupa liczyła wówczas w granicach 30 osób, a obecnie (2022) liczy 38 osób, z czego 28 członków zwyczajnych, 7 kandydatów na członków oraz 3 członków honorowych. W ciągu roku odbywają się turnieje m.in. o Ryngraf św. Sebastiana i Puchar Pamięci Jerzego Piotrowskiego; Łańcuch Herbowy Miasta i Gminy Krotoszyn oraz Turniej Radnych i Pracowników Samorządowych; Intronizacja Króla Kurkowego po uprzednim strzelaniu kurkowym; Puchar Prezydenta RP; Krotoszyńskie Brackie Mikołajki, a od 2019 r. również Turniej Strzelecki z broni czarnoprochowej. W 2021 r. organizacja zakupiła armatę czarnoprochową, która uświetnia działalność bractwa. W 2022 r. stowarzyszenie rozpoczęło organizowanie Turnieju Strzeleckiego ku pamięci Żołnierzy Wyklętych. Organizacja, tak jak w okresie okresu międzywojennym, należy do Zrzeszenia Kurkowych Bractw Strzeleckich RP i Okręgu Ostrowskiego. Od 2020 r. posiada profil na portalu społecznościowym Facebook oraz stronę internetową.
| Funkcja                | Imię i nazwisko      | Staż w bractwie | Staż w zarządzie      |
| ---------------------- | -------------------- | --------------- | --------------------- |
| Starszy bractwa        | Maciej Błażejewski   | Od 1994 r.      | Od 1999 r.            |
| I podstarszy           | Przemysław Polny     | Od 2021 r.      | Od 2023 r.            |
| II podstarszy          | Leszek Wawrzyniak    | Od 1994 r.      | Od 1994 r.            |
| Pisarz                 | Łukasz Cichy         | Od 2020 r.      | Od 2021 r.            |
| Podskarbi              | Tomasz Ratajczak     | Od 2020 r.      | Od 2021 r.            |
| Strzelmistrz           | Michał Madej         | Od 2024 r.      | Od 2025 r.            |
| Członek (kwatermistrz) | Bożena Dobras        | Od 1994 r.      | 1994-2021, od 2025 r. |
| Członek (chorąży)      | Bartosz Marciszewski | Od 2020 r.      | Od 2021 r.            |
| Członek                | Krystian Kłopocki    | Od 2020 r.      | Od 2022 r.            |

## Historiografia bractwa
Kurkowe Bractwo Strzeleckie nie posiada ciągłości archiwalnej, dlatego opracowywanie jej historii wiązało się z pozyskiwaniem wielu danych, które nie zawsze tworzą całość. Bractwo posiada kopie statutów z lat: 1667, 1695, 1841, 1909, 1922, 1932 oraz 1994. XVIII-wieczne dzieje są doskonale znane z protokólarza, w który wymieniono najważniejsze wydarzenia, jak coroczne wybory rady cechowej (wówczas na czele stał cechmistrz, a członków zarządu nazywano stołowymi), czy zwycięzców strzelań królewskich. Dzieje XIX-wieczne znane są jedynie z materiałów głównie prasowych i ówczesnych sprawozdań finansowych, natomiast z okresu międzywojennego poza prasą zachowały się dokumenty brackie. Okres powojenny znany jest jedynie z akt likwidacyjnych. Dopiero od 1994 r. prowadzona jest nieprzerwanie dokumentacja. Bractwo posiada też, częściowo niezidentyfikowaną, dokumentację fotograficzną z okresu międzywojennego.